# Meme IDE
Meme IDE là một nền tảng máy tính đã ngừng hoạt động dùng để phát triển phần mềm di động. Được Meme Apps phát triển và giới thiệu vào năm 2011 dưới dạng phiên bản beta, Meme IDE là một môi trường phát triển tích hợp (IDE) đa nền tảng cho phép các nhà phát triển phần mềm xây dựng và phát triển các phần mềm cho Windows Mobile 6.5, Android và iPhone dựa trên framework Eclipse. Meme Apps nói rằng nền tảng iOS và BlackBerry sẽ được thêm vào trong bản phát hành đầy đủ.
Điểm khác biệt của Meme IDE là ở ngôn ngữ lập trình. Meme IDE được viết bằng MemeScript – một ngôn ngữ lập trình được xây dựng dựa trên các ngôn ngữ lập trình khác là C#, C++ và Java.